# Dubiecko (gromada)
Dubiecko – dawna gromada, czyli najmniejsza jednostka podziału terytorialnego Polskiej Rzeczypospolitej Ludowej w latach 1954–1972.
Gromady, z gromadzkimi radami narodowymi (GRN) jako organami władzy najniższego stopnia na wsi, funkcjonowały od reformy reorganizującej administrację wiejską przeprowadzonej jesienią 1954 do momentu ich zniesienia z dniem 1 stycznia 1973, tym samym wypierając organizację gminną w latach 1954–1972.
Gromadę Dubiecko z siedzibą GRN w Dubiecku utworzono – jako jedną z 8759 gromad na obszarze Polski – w powiecie przemyskim w woj. rzeszowskim na mocy uchwały nr 30/54 WRN w Rzeszowie z dnia 5 października 1954. W skład jednostki weszły obszary dotychczasowych gromad Dubiecko, Przedmieście Dubieckie, Śliwnica i Wybrzeże ze zniesionej gminy Dubiecko w tymże powiecie. Dla gromady ustalono 27 członków gromadzkiej rady narodowej.
30 czerwca 1960 do gromady Dubiecko włączono obszar zniesionej gromady Sielnica w tymże powiecie.
31 grudnia 1961 do gromady Dubiecko włączono obszar zniesionej gromady Drohobyczka w tymże powiecie.
W 1971 roku gromada Dubiecko liczyła 5532 mieszkańców, zamieszkujących miejscowości: Drohobyczka (1604), Dubiecko (687), Polchowa (0), Przedmieście Dubieckie (1017), Sielnica (583), Słonne (219), Śliwnica (894) i Wybrzeże (528).
Gromada przetrwała do końca 1972 roku, czyli do kolejnej reformy gminnej. 1 stycznia 1973 w powiecie przemyskim reaktywowano gminę Dubiecko.